# Isabel Martín Gómez
Isabel Martín Gómez (5 de diciembre de 1973) es una política valenciana, quien ocupó el cargo de alcaldesa de Paiporta (Huerta Sur) desde 2015 hasta 2021, de la mano del partido Compromís. De esta forma, se convierte en la primera mujer alcaldesa de Paiporta.

## Biografía
Isabel Martín antes de dedicarse a la política, se dedicó a estudiar, obteniendo un título como Licenciada en Ciencias Matemáticas por la Universidad de Valencia. A partir del 2001 comenzó su inserción al mercado laboral , en ese tiempo trabajó como programadora informática y técnica administrativa, con el objetivo de impulsar la empresa familiar Vailet Climatización. 
Hasta 2006 participó como miembro en la empresa, hasta que en ese mismo año comenzó su carrera como docente en la Escuela Gavina de Picaña. A partir de junio de 2007 se unió en el partido que la acompañaría en su papel como alcaldesa, es así como se convierte en la regidora y portavoz del Grupo Municipal Compromís. 

## Trayectoria política
Martín inicia su trayectoria política con su adición al grupo Esquerra Unida de Paiporta en 1991, del cual formó parte hasta el 2007. En junio de 2007 va a pasar a ser regidora y portavoz del Grupo Municipal Compromís, del cual sería portavoz hasta 2015.
Durante las elecciones europeas del 2014 va a participar en la candidatura de la Primavera Europea – Compromís al Parlamento Europeo, ocupando el lugar número 20 de la lista. Finalmente va a resultar escogido como eurodiputado Jordi Sebastià.
Fue miembro del Consejo Nacional de Compromís y miembro de la Ejecutiva de Compromís de la Huerta Sur. Además, de ser portavoz de Compromís en la Mancomunidad de la Huerta Sur e integrante del Consejo de la Federación Valenciana de Municipios y Provincias.
No fue hasta las elecciones municipales de 2015, cuando Martín va a ser elegida como alcaldesa por el Compromís en Paiporta, después de un pacto de gobierno con el PSPV-PSOE y PodEU (Podemos y EUPV). Su primer mandato, acaba con una deuda histórica que había dejado el anterior equipo de gobierno del Partido Popular, que supera los 3,5 millones de euros en 2015. En las elecciones municipales de 2019 va a ser reelegida como alcaldesa de Paiporta después de protagonizar diversas polémicas, años más tarde, luego de un pacto de gobierno con el PSPV-PSOE cede la alcaldía en junio de 2021.
A meses de abandonar su puesto en la alcaldía, Martín decide dimitir como regidora del Ayuntamiento de Paiporta, tras protagonizar polémicas en redes sociales, lo cual causó dudas acerca de las políticas públicas aplicadas frente a la pandemia de COVID-19 por parte de las autoridades. En estos conflictos se vieron implicados tanto miembros de su partido Compromís así como otras formaciones o grupos con responsabilidades de gobierno.